# Championnats d'Europe de badminton 1972
Navigation
Port Talbot 1970 Vienne 1974
Les championnats d'Europe de badminton 1972, troisième édition des championnats d'Europe de badminton, ont lieu du 14 au 16 avril 1972 à Karlskrona, en Suède.
C'est par ailleurs la première fois qu'une épreuve par équipe est instaurée.

## Médaillés
| Épreuve       | Or                           | Argent                                | Bronze                            |
| ------------- | ---------------------------- | ------------------------------------- | --------------------------------- |
| Simple hommes | Wolfgang Bochow              | Klaus Kaagaard                        | Ray Stevens                       |
| Simple hommes | Wolfgang Bochow              | Klaus Kaagaard                        | Flemming Delfs                    |
| Simple dames  | Margaret Beck                | Gillian Gilks                         | Eva Twedberg                      |
| Simple dames  | Margaret Beck                | Gillian Gilks                         | Joke van Beusekom                 |
| Double hommes | Willi Braun / Roland Maywald | Derek Talbot / Elliot Stuart          | Erland Kops / Elo Hansen          |
| Double hommes | Willi Braun / Roland Maywald | Derek Talbot / Elliot Stuart          | Wolfgang Bochow / Gerhard Kucki   |
| Double dames  | Gillian Gilks / Judy Hashman | Margaret Beck / Julie Rickard         | Anne Flindt / Pernille Kaagaard   |
| Double dames  | Gillian Gilks / Judy Hashman | Margaret Beck / Julie Rickard         | Annie Bøg Jørgensen / Lene Køppen |
| Double mixte  | Derek Talbot / Gillian Gilks | Wolfgang Bochow / Marieluise Wackerow | Roland Maywald / Brigitte Steden  |
| Double mixte  | Derek Talbot / Gillian Gilks | Wolfgang Bochow / Marieluise Wackerow | Gert Perneklo / Eva Twedberg      |
| Par équipes   | Angleterre                   | Danemark                              | Allemagne de l'Ouest              |

## Tableau des médailles
| Rang | Pays                 | Médaille d'or | Médaille d'argent | Médaille de bronze | Total |
| ---- | -------------------- | ------------- | ----------------- | ------------------ | ----- |
| 1    | Angleterre           | 4             | 3                 | 1                  | 8     |
| 2    | Allemagne de l'Ouest | 2             | 1                 | 3                  | 6     |
| 3    | Danemark             | 0             | 2                 | 4                  | 6     |
| 4    | Suède                | 0             | 0                 | 2                  | 2     |
| 5    | Pays-Bas             | 0             | 0                 | 1                  | 1     |